# دالاس (شهر اتریش)
دالاس (به آلمانی: Dalaas) یک منطقهٔ مسکونی در اتریش است که در ناحیه بلودنتس واقع شده‌است. دالاس ۹۴٫۳ کیلومتر مربع مساحت دارد ۸۳۵ متر بالاتر از سطح دریا واقع شده‌است.